# Accidente del DC-6 de Naciones Unidas en Ndola
El Accidente del DC-6 de Naciones Unidas en Ndola ocurrió el 18 de septiembre de 1961. Dag Hammarskjöld, el segundo secretario general de las Naciones Unidas y otras 15 personas murieron. La comitiva de Hammarskjöld se dirigía a mediar en el conflicto de Katanga en el Zaire.

## Accidente

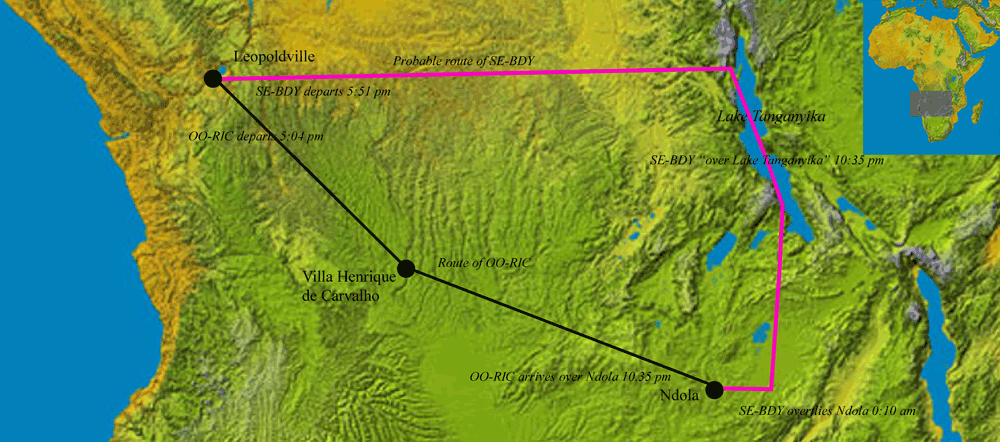
Ruta realizada por el DC-6.

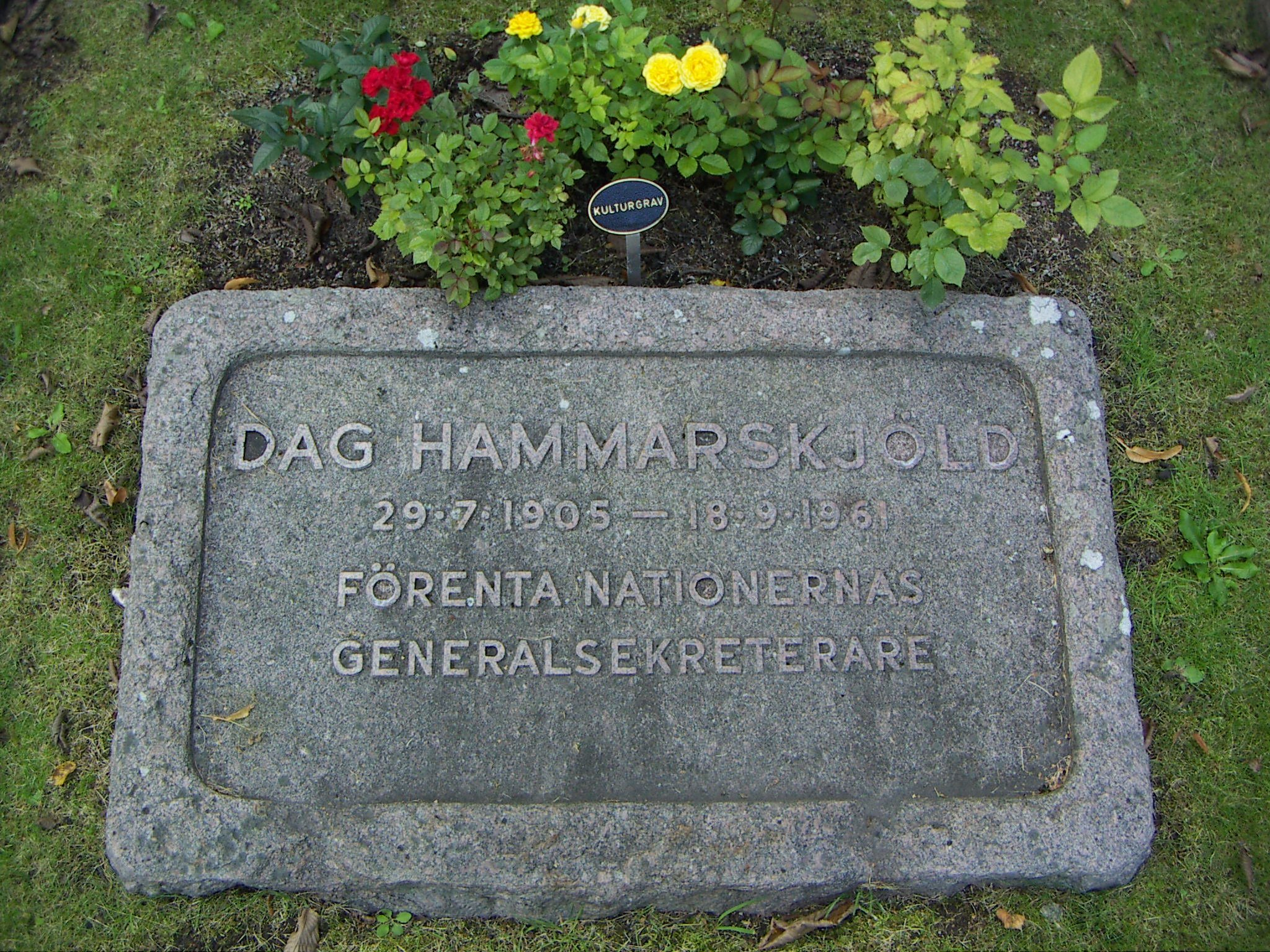
Tumba de Hammarskjöld en Upsala, Suecia.

En septiembre de 1961, Hammarskjöld se enteró de los enfrentamientos entre las fuerzas de la ONU "no combatientes" y las tropas katanesas de Moise Tshombe. El 18 de septiembre Hammarskjöld se encontraba en camino para negociar un alto el fuego cuando el avión que estaba volando se estrelló cerca de Ndola, Rodesia del Norte (actual Zambia), causando su muerte.

## Aeronave
El avión siniestrado fue un Douglas DC-6B registrado en Suecia como SE-BDY, que volaba desde 1952. Era propulsado por cuatro motores radiales de pistón de 18 cilindros Pratt & Whitney R-2800.

## Informe especial de la ONU
Un informe especial emitido por las Naciones Unidas después del accidente declaró que un relámpago brillante en el cielo fue visto aproximadamente a la 1:00 (hora local). Según el informe especial del organismo, fue esta información la que dio como resultado el inicio de las operaciones de búsqueda y rescate. Las primeras indicaciones de que el accidente podría no haber sido un accidente condujeron a múltiples investigaciones oficiales y especulaciones persistentes de que el secretario general fue asesinado.

### Investigación oficial
Tras la muerte de Hammarskjöld, hubo tres investigaciones sobre las circunstancias que dieron lugar al accidente: una de la Junta de Investigación de Rodesia, otra de la Comisión de Investigación de Rodesia y una de la Comisión de Investigación de las Naciones Unidas.
La Junta de Investigación de Rodesia examinó el asunto entre el 19 de septiembre y el 2 de noviembre de 1961 bajo el mando del teniente coronel británico Maurice C. H. Barber. La Comisión de Investigación de Rodesia celebró audiencias del 16 al 29 de enero de 1962 sin la supervisión de las Naciones Unidas. La posterior Comisión de Investigaciones de las Naciones Unidas celebró una serie de audiencias en 1962 y en parte se dependió del testimonio de las investigaciones anteriores de Rodesia. El nuevo secretario general asignó cinco "personas eminentes" a la Comisión de las Naciones Unidas. Los miembros de la comisión eligieron por unanimidad al diplomático nepalés Rishikesh Shaha para dirigir una investigación.
Las tres investigaciones oficiales no pudieron determinar de manera concluyente la causa del accidente . La Junta de Investigación de Rodesia envió 180 hombres a buscar pruebas en un área de seis kilómetros cuadrados del último sector de la trayectoria de vuelo de la aeronave. No se encontró evidencia de una bomba, misil tierra-aire o secuestro. El informe oficial indicaba que dos de los escoltas suecos muertos habían sufrido múltiples heridas de bala. El examen médico, realizado inicialmente por la Junta de Investigación de Rodesia y reportado en el informe oficial de la ONU, indicó que las heridas eran superficiales y que las balas no tenían marcas de las estrías del arma. Concluyeron que los cartuchos habían estallado en el fuego cerca de los guardaespaldas. No se encontraron otras pruebas de un ataque intencional en los restos de la aeronave.
Los reportes anteriores de un relámpago brillante en el cielo fueron desechados ya que ocurrieron demasiado tarde antes del anochecer como para haber causado el accidente. El informe de la ONU especula que estos destellos pueden haber sido causados por explosiones secundarias después del accidente. El sargento Harold Julien, que inicialmente sobrevivió al accidente pero murió días después, indicó que hubo una serie de explosiones que precedieron al accidente. La investigación oficial encontró que las declaraciones de los testigos que hablaron con Julien, antes de fallacer en el hospital cinco días después del accidente, eran inconsistentes.
El informe señala que hubo numerosos retrasos que violaron los procedimientos establecidos de búsqueda y rescate. Hubo tres retrasos separados: el primero retrasó la alarma inicial de un posible avión en problemas; el segundo retrasó la alarma de "socorro", lo que indica que las comunicaciones con los aeropuertos circundantes reportaban que un avión desaparecido no había aterrizado en otro lugar; el tercero retrasó la eventual operación de búsqueda y rescate y el descubrimiento de los restos del avión, a pocos kilómetros de distancia. El informe del médico forense no fue concluyente. Un informe dijo que Hammarskjöld había muerto en el impacto; otro declaró que Hammarskjöld pudo haber sobrevivido si las operaciones de rescate no se hubieran retrasado. El informe también dijo que las posibilidades de que el sargento Julien sobreviviese al choque hubieran sido «infinitamente» mejores si las operaciones de rescate hubieran sido aceleradas.
El 16 de marzo de 2015, el secretario general de la ONU, Ban Ki-moon, creó un Grupo de Expertos Independientes para examinar la nueva información relacionada con el accidente. El Grupo estuvo integrado por Mohamed Chande Othman (Presidente de la Corte Suprema de Tanzania y designado como Presidente del Grupo), Kerryn Macaulay (representante de Australia ante la OACI) y Henrik Larsen (experto en balística de la Policía Nacional de Dinamarca). El grupo de expertos presentó su informe el 11 de junio de 2015. En él se afirmaba haber encontrado "información significativa que tenía suficiente valor probatorio para seguir investigando la hipótesis del ataque aéreo u otra interferencia como posible causa del accidente" fue efectivamente presentado el 9 de agosto de 2017. El secretario general de Naciones Unidas, a raíz de dicho informe consideró que "sería necesario llevar a cabo una nueva investigación para finalmente determinar cuáles fueron los hechos" y que dicha investigación estaría en mejores condiciones de alcanzar una conclusión definitiva si contara con la información clasificada a la que algunos estados no habían permitido el acceso al Grupo de Expertos.
El 23 de diciembre de 2016, mediante la resolución 71/260, la Asamblea General de Naciones Unidas solicitó a su secretario general el nombramiento de una "persona eminente" que examinase la nueva información que pudiera existir sobre el asunto y que extrajese conclusiones de dicha información y de las investigaciones ya realizadas. El mismo Mohamed Chande Othman, que presidió el Grupo de Expertos de 2015, fue designado para esta misión y entregó su informe el 9 de agosto de 2017.

## Monumento conmemorativo
El monumento del sitio del accidente está bajo consideración para su inclusión como Patrimonio de la Humanidad por la UNESCO. En el momento del accidente el primer ministro de la República del Congo proclamó el 19 de septiembre de 1961 como día de duelo nacional.

## Filmografía
Este accidente fue presentado en la decimoquinta temporada de la serie de documental canadiense Mayday: Catástrofes aéreas titulado como Misión mortal.